# Église Notre-Dame-de-Pellevoisin de Lille
L’église Notre-Dame-de-Pellevoisin est une église située sur le parvis du même nom, entre les rues Leroy, Lequenne et Mourcou, dans le quartier Saint-Maurice Pellevoisin à Lille en France. Étant aux limites de Lille, La Madeleine et Marcq-en-Barœul, l'église Notre-Dame de Pellevoisin dépend, en réalité, du doyenné de Marcq-en-Barœul et non de celui de Lille.
Ce site est desservi par la station de métro Saint-Maurice Pellevoisin.

## Historique
Afin de répondre à l'urbanisation croissante du secteur, composé des trois quartiers du Pellevoisin, du Buisson et du May-Four (correspondant aux trois villes respectivement citées plus haut), l'érection  d'une nouvelle église fut décidée par la hiérarchie catholique locale. La réalisation en fut confiée à Louis-Marie Cordonnier, architecte de la nouvelle bourse de Lille. D'après ses plans, l’église fut construite progressivement de 1906 à 1911.

En août 1911, la loi de séparation de l’Église et de l’État étant alors récente (1905), son inauguration fut légèrement troublée par les anticléricaux qui reprochaient l'octroi de l'autorisation d'une procession et d'une bénédiction solennelles par les élus lillois. En 1921, Madame Masse offrit la statue qui orne le chœur.

Depuis 1924, les fidèles du quartier marcquois du May-Four dépendent de cette église.
Après vingt années au service de la paroisse, en septembre 2009, le père Fabien Cristofoli quitta la charge de curé de Notre-Dame-de-Pellevoisin et fut remplacé par l'abbé Christophe Aernouts, prêtre ordonné en 2008 et venant de passer une année à l'École biblique et archéologique française de Jérusalem. Ce dernier dispense aussi des cours au Grand Séminaire de Lille sur l'Ancien Testament.
La paroisse Notre-Dame-de-Pellevoisin est intégrée au Doyenné du Barœul, qui inclut également les paroisses de Marcq-en-Barœul, Mons-en-Barœul et Villeneuve-d'Ascq.

## Mobilier
Orgue de tribune : instrument à deux claviers et pédalier, de Jean Pascal (facteur lillois). Cet instrument fut installé dans les années cinquante. Seul le premier clavier a été réalisé.

## Architecture
Le style de cet édifice massif relève d'un néo-romano-byzantin particulier avec ses briques rouges et ses pierres blanches. L'adjonction d'un clocher ne s'est pas faite car le sol a été jugé peu stable. Enfin, son chœur représente, sur sa gauche, le Pellevoisin de Lille et, sur sa droite, le village de Pellevoisin (situé dans l'Indre). Au centre de ce chœur se trouve une statue de la Vierge Marie, en marbre de Carrare, réalisée par le célèbre sculpteur Hippolyte Lefèbvre.
Son presbytère est situé à la droite du parvis de l'église.

## Galerie

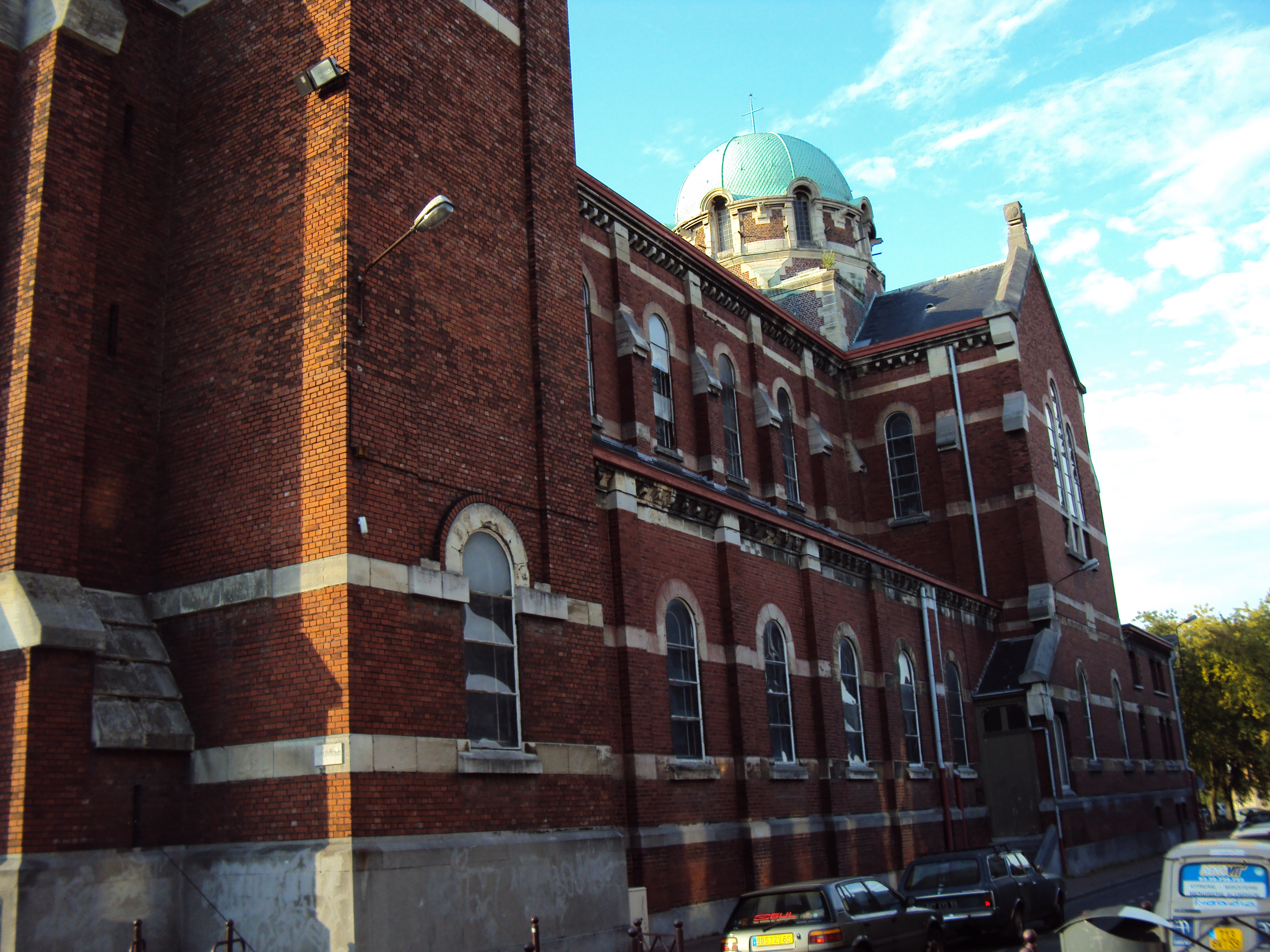
Vue latérale droite de l'église
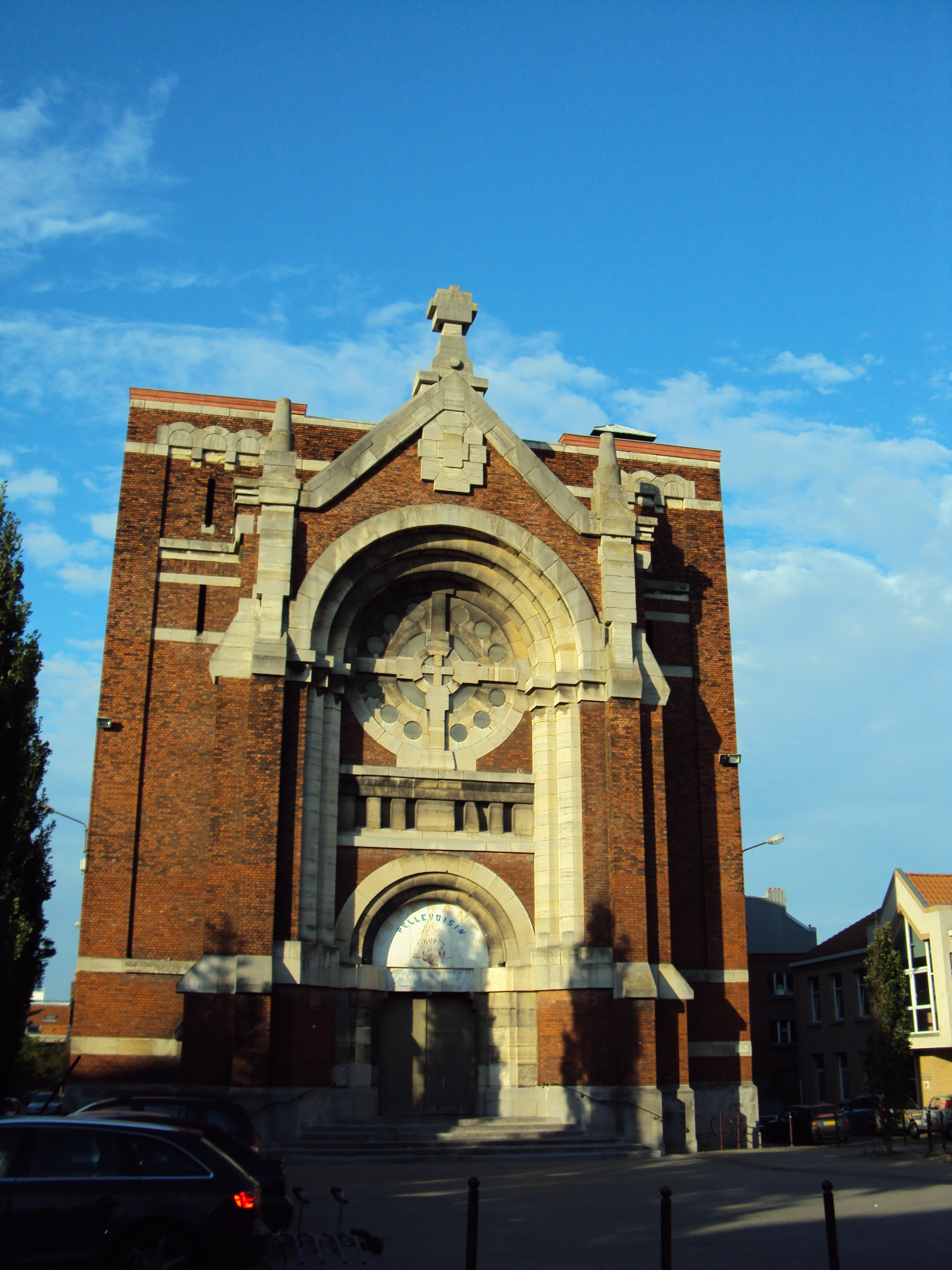
Facade avant ravalement
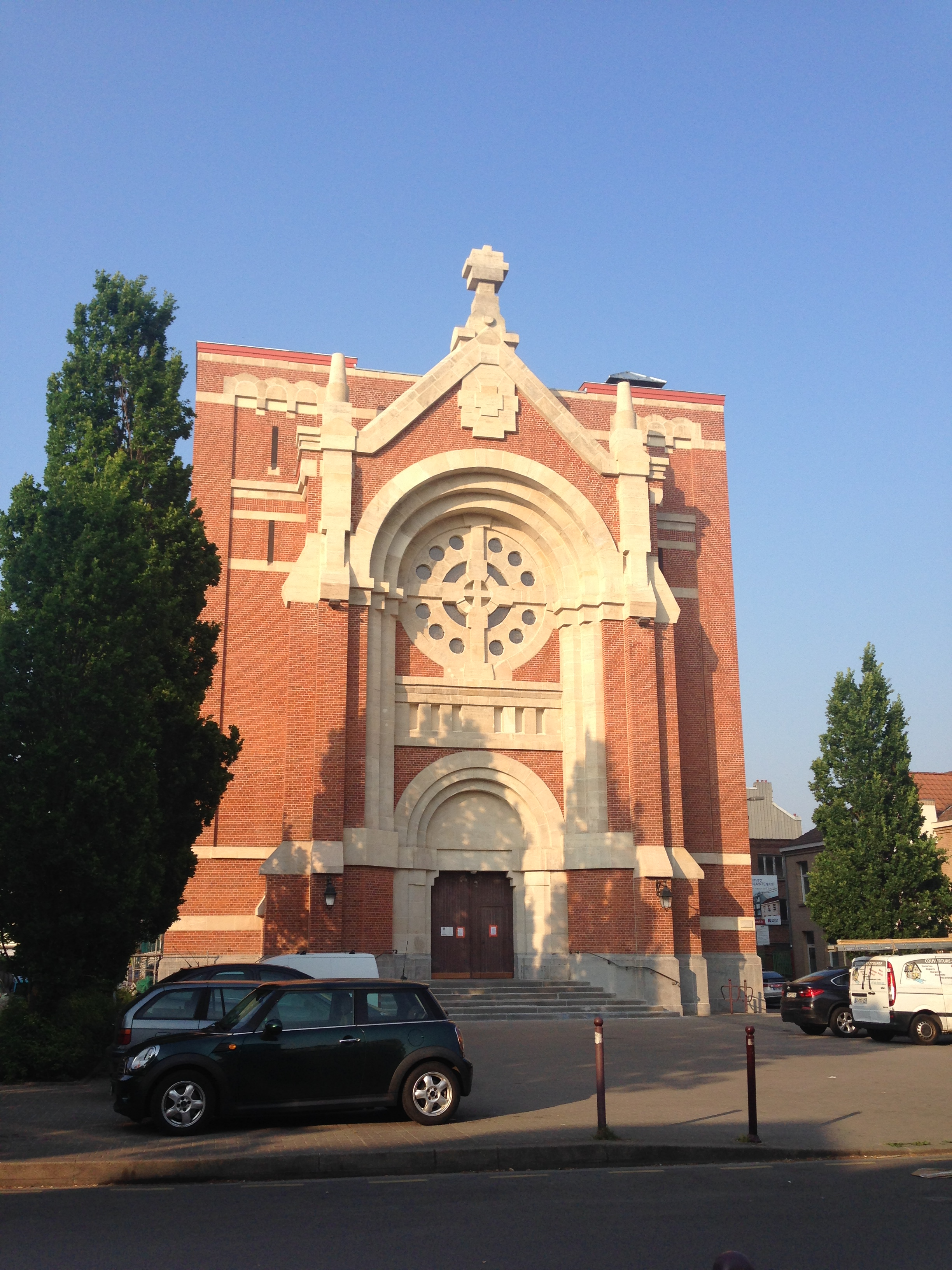
Façade après ravalement 2018